# 情事 (1960年の映画)
『情事』（じょうじ、イタリア語: L'avventura, 「冒険」の意）は、1960年（昭和35年）製作・公開のイタリア・フランス合作映画。ミケランジェロ・アントニオーニ監督、 ガブリエル・フェルゼッティ、モニカ・ヴィッティ主演。
スティーヴン・ジェイ・シュナイダーの『死ぬまでに観たい映画1001本』に掲載されている。

## 概要
外交官の娘アンナは、倦怠期の恋人サンドロ、親友クラウディアとともにヨットで地中海に出る。立ち寄った小島で忽然と姿を消したアンナ。残された二人は行方を捜す旅に出るが、しだいに親密さは増し、やましさを覚えながらも情事に耽る。やがてアンナのことを口にしなくなった二人には、新しい恋が始まるかに見えたが。
のちに「愛の不毛」三部作と呼ばれることになる作品群の第一作。公開当時、観客の期待を裏切る「腑に落ちない」結末で話題となり、行方不明のままのアンナに出頭を呼びかける新聞記事も出たという。
1960年のカンヌ国際映画祭で審査員賞 （新しい映画言語の探求に対する賞）を受賞している。

## あらすじ
ローマの上流階級の令嬢アンナには建築家のサンドロという恋人がいるが、永い春の倦怠感からかアンナは不安と焦燥を憶え、二人の関係はどこか不安定なものになっている。
夏の終わり、二人はアンナの親友クラウディアを誘い、多くの友人たちと共にシチリア島近くの群島にヨット旅行に出る。そして無人島に上陸したとき、突然アンナの姿が消えてしまう。
サンドロとクラウディアは、友人たちと共に荒涼とした島の中を必死に捜したがアンナは見つからず、事故で溺死した様子もない。
捜査は打ち切られたが、サンドロとクラウディアは生きていることを信じて捜索を続け、アンナの失踪によって近づいた二人は、だんだん離れ難くなっていく。やがて結ばれて情事の旅を続けるうち、二人の念頭からアンナのイメージは薄れていった。
しかしクラウディアは、サンドロに惹かれながらも、アンナが現れるのではないかという不安と、サンドロにとって唯一無二の存在なのか、それともアンナの身代わりなのかという不安を抱えている。また、以前は理解できなかったアンナの漠とした不安感を、今度は自分が抱え込んでしまったことに気付く。
そして、新しいカップルとして友人たちに迎えられたパーティーの夜、その不安は現実のものとなる。サンドロは朝まで帰らず、待っていたクラウディアは不安になって捜し、別の女と戯れるサンドロを目撃する。
クラウディアは絶望し、サンドロも自分の裏切り行為に感情が溢れて抑えられず、戸外のベンチで一人泣く。その肩を後ろからクラウディアがそっと抱いた。

## スタッフ
- 監督・原案 : ミケランジェロ・アントニオーニ
- 脚本 : ミケランジェロ・アントニオーニ、トニーノ・グエッラ、エリオ・バルトリーニ
- 撮影 : アルド・スカヴァルダ
- 音楽 : ジョヴァンニ・フスコ

## キャスト
※括弧内は日本語吹替（初回放送1974年9月7日・14日 TBSにて前後編に分けて放送）
- サンドロ - ガブリエル・フェルゼッティ（森川公也）
- クラウディア - モニカ・ヴィッティ（北浜晴子）
- アンナ - レア・マッサリ

※吹替は上記の他、1983年7月9日に『ウィークエンドシアター』で放送されたテレビ朝日版も存在する。